# Marco Marinangeli
Marco Marinangeli est un compositeur américain, né à Rome (Italie).

## Filmographie
- 1993 : Portacolo
- 1993 : Irene's Riddle
- 1995 : Enemies Within
- 1996 : Timelock
- 1996 : Dark Planet
- 1997 : The Journey: Absolution
- 1997 : Convict 762
- 1998 : Spoiler (en)
- 2000 : L'Attaque de la pieuvre géante (Octopus)
- 2003 : Losing Julia